# Martin Bruckner
Martin Bruckner (* 5. Dezember 1964 in Wien) ist ein österreichischer Manager und Sportfunktionär. Von 2019 bis 2022 war er Vereinspräsident des SK Rapid Wien.

## Leben
Buckner arbeitete 1985 bis 1987 für die Erste Vermögensanlage- und Beteiligungen Ges.m.b.H. und 1987 bis 1989 für die Sparinvest Kapitalanlagegesellschaft mbH. Seit 1990 ist er bei der Allianz in verschiedenen Funktionen tätig. Seit 1999 ist Bruckner Mitglied des Vorstandes der Allianz Investmentbank AG.
Bruckner war seit 2013 Mitglied im Präsidium des SK Rapid Wien unter Michael Krammer und war als Finanzreferent tätig. Am 25. November 2019 wurde er in der ersten Kampfabstimmung der 120-Jährigen Geschichte des Vereins zum neuen Präsidenten gewählt. Dabei erhielt er mit seinem Team 1059 Stimmen (53,35 %), Roland Schmid erhielt mit seinem Team 929 Stimmen (46,65 %).
Bruckner ist verheiratet und hat zwei Kinder.